# North Yorkshire (dystrykt)
North Yorkshire – dystrykt typu unitary authority obejmujący większą część hrabstwa ceremonialnego North Yorkshire, w Anglii. Ośrodkiem administracyjnym jest Northallerton. Organem zarządzającym jest North Yorkshire Council.
Utworzony został 1 kwietnia 2023 roku w wyniku połączenia dystryktów niemetropolitalnych Craven, Hambleton, Harrogate, Richmondshire, Ryedale, Scarborough oraz Selby i jednoczesnej likwidacji hrabstwa niemetropolitalnego North Yorkshire.
Jest to największa pod względem powierzchni jednostka administracyjna typu unitary authority na terenie Anglii, zajmująca obszar 8038 km². Liczba ludności wynosi 615 491 (2021).